# Christophe Devisscher
Christophe August Stefaan Devisscher (* 28. November 1971 in Nieuwpoort) ist ein belgischer Jazzmusiker (Bass, Komposition).

## Leben und Wirken
Devisscher spielte zunächst klassische Musik und Heavy Metal. Er nahm zunächst Klavier- und Saxophonunterricht an verschiedenen Konservatorien (Gooik, Geraardsbergen und Aalst) und am Königlichen Konservatorium Gent. An der Jazzabteilung des Königlichen Konservatoriums für Musik in Brüssel studierte er bis zum Abschluss 1998 Bassgitarre und Kontrabass bei Bart De Nolf. Er absolvierte außerdem Workshops und Meisterkurse bei Salvatore La Rocca, Michel Hatzigeorgiou, John Abercrombie, Enrico Pieranunzi, Charlie Haden und Hein van de Geyn.
Mehrere Jahre lang war Devisscher  hauptsächlich im Bereich der Folk- und Popmusik tätig, bevor er sich auf Jazz fokussierte. Von 1998 bis 2003 war er Mitglied des Quartetts von  Alexi Tuomarila, mit dem er zwei Alben veröffentlichte. Zwischen 2002 und 2013 gehörte er zum Quartett von Pascal Schumacher, mit dem er gleichfalls international auftrat und mehrere Tonträger aufnahm.
Mit Frank Deruytter, Christian Mendoza und Dré Pallemaerts gründete er sein Christophe Devisscher Quartet, das 2016 das Album A Fisherman’s Tale vorlegte.  Weiterhin veröffentlichte er 2015 ein Duoalbum mit Carlo Nardozza. Mit Nardozza und Tim Finoulst entstand das Album Parker par coeur (2020). Weiterhin arbeitete er mit Musikern wie Michel Herr, Lee Konitz, Rabih Abou-Khalil, Joe Lovano, Félix Simtaine, Eric Vloeimans, Martin Taylor, Philip Catherine, Dusko Goykovich, Pierre Van Dormael, Bruno Castellucci, Scott Hamilton, Guy Barker, Steve Houben, Deborah Carter, Andy Middleton, Leroy Jones, Rocco Granata, Judy Niemack und dem Brussels Jazz Orchestra. Er ist auch auf Alben von Bart Defoort, Black Mango, Frank Sackenheim, Gran’Ma, dem Mahieu-Vantomme Quartet, Michel Mainil und Mike Roelofs zu hören.

## Preise und Auszeichnungen
Mit dem Alexi Tuomarila Quartet gewann Devisscher den Ersten Preis beim Internationalen Jazz-Wettbewerb 1999 in Hoeilaart und beim Europäischen Jazz-Wettbewerb 2001 in Avignon. Mit dem Quartett von Pascal Schumacher erhielt er 2004 beim selben Wettbewerb in Avignon sowohl den Preis der Jury als auch den Publikumspreis.